# 李相敦
李 相敦（イ・サンドン、朝鮮語: 이상돈、1912年3月20日 - 1997年7月14日）は、大韓民国の実業家、ジャーナリスト、政治家。制憲・第5・6代韓国国会議員。
本貫は慶州李氏。号は青居（チョンゴ、청거/靑居）。

## 経歴
日本統治時代の忠清南道天安郡出身。光州学生運動に関わったことにより公州高普中退、1933年徽文高等普通学校卒。早稲田大学第一高等学院を経て、1939年に早稲田大学政治経済学部経済科卒。卒業後は東亜日報に入社して記者・編集局論説部論説委員を務めたが、翌1940年に強制廃刊された。その後は京城天一薬房庶務課長、東亜薬品工業創立者・常務理事、韓国民主党中央執行委員・宣伝部次長、民主国民党宣伝部次長、民主党天安乙区党委員長・中央常務委員・政策委員を務めた。1949年の制憲議員の補欠選挙で当選したが、その後の総選挙で3連敗した。1960年の第5代総選挙と1963年の第6代総選挙で連続当選した。第5代総選挙の直後に民主党が新旧派に分けたため、旧派の新民党に参加し、翌1961年から新民党宣伝部長・運営委員・政務委員、民衆党忠南道支部委員長・商工委員長・建設委員長を歴任し、1968年に新民党政務委員となった。1973年に新民党を離れて民主統一党の結党に参加したが、1978年に離党し在野で反維新活動を展開した。1987年に平民党顧問、金大中大統領選挙候補選挙対策委員長を務めた。1992年から1994年までは制憲同志会長を務めた。
1997年7月14日、三星ソウル病院で持病により死去。享年85。

## エピソード
「不怨天不尤人」を自身の座右の銘としていた。